# Elatostema longistipulum
Elatostema longistipulum là loài thực vật có hoa trong họ Tầm ma. Loài này được Hand.-Mazz. mô tả khoa học đầu tiên năm 1920.